# Penna Sant’Andrea
Penna Sant’Andrea ist eine italienische Gemeinde (comune) mit 1658 Einwohnern (Stand 31. Dezember 2023)  in der Provinz Teramo in den Abruzzen. Die Gemeinde liegt etwa 9,5 Kilometer südöstlich von Teramo im Valle del Volmano und gehört zur Comunità montana del Vomano, Fino e Piomba. Im Gemeindegebiet liegt die Riserva Naturale Regionale Controllata di Castel Cerreto (etwa 0,7 Quadratkilometer groß). Der Vomano begrenzt die Gemeinde im Norden.

## Verkehr
Durch die Gemeinde führen die frühere Strada Statale 365 di Bisenti (heute eine Provinzstraße) von hier nach Castiglione Messer Raimondo sowie die Strada Statale 81 Piceno Aprutina von Ascoli Piceno nach Casoli. Es besteht ein Anschluss an die Autostrada A24 von Rom nach Teramo.